# 清野秀佑
清野 秀佑（きよの ひでひろ、生没年不詳）は、江戸時代中期の出羽国米沢藩の藩士。諱は秀佑。通称は内膳。家格は侍組分領家。奉行を勤める。
上杉宗憲、宗房の2代は若くして藩主になっては早世し、次に藩主となった重定が政治に無関心であったこともあり、宝暦6年（1756年）に辞職するまでの26年間にわたり、藩政の実権を握った。このため、藩士の間で清野邸の稲荷社に希望の役職と姓名を記した賽銭を投じて祈願するという悪風が生じて、清野稲荷が大繁盛する有様であった。
家督は孫の邦秀が相続した。一方、秀佑の辞職後には、重定が部屋住み時代であった頃からの側近である森利真が実権を握った。